# Лія Дзопеллі
Лія Дзопеллі (італ. Lia Zoppelli) (16 листопада 1920 — 2 січня 1988) — італійська акторка.

## Біографія
На професійній сцені дебютувала в 1938 році. Виступала в театральній компанії «Cimara-Maltagliati-Ninchi», працювала на одному майданчику з відомими акторами Руджеро Руджері, Мемо Бенассі, Сарою Фераті, Тіно Карраро, Чарло Даппортто. У 1946 році виконала одну з головних ролей у постановці режисера Лукіно Вісконті «Весілля Фігаро». З 1947 року — в міланському театрі «Пікколо», працювала з видатним театральним режисером Джорджем Стреллером. У кіно першу роль виконала у фільмі «Lo vedi come sei?» (1939, реж. Маріо Маттиоли). Надалі грала в кінокомедіях за участю Тото, музичних і міфологічних стрічках. З 1962 року активно знімалася в італійських телесеріалах. Популярність у телеаудиторії завоювала як виконавиця гумористичного телешоу «Carosello» (1957—1977).

## Фільмографія
- Lo vedi come sei? (1939)
- Il sogno di tutti (1941)
- Il processo delle zitelle (1944)
- Tempi duri per i vampiri (1959)
- La cambiale (1959)
- 1960 : Cerasella
- 1960 : Поліцейський / (Il vigile) — дружина мера
- 1960 : Le ambiziose
- 1960 : Genitori in blue-jeans
- 1961 : Sua Eccellenza si fermò a mangiare
- Chi si ferma è perduto (1961)
- Scandali al mare (1961)
- Tototruffa '62 (1961)
- I fratelli corsi (1961)
- Le ambiziose (1961)
- La monaca di Monza (1962)
- Gioventù di notte (1962)
- Gli Italiani e le donne (1962)
- Appuntamento in Riviera (1962)
- La pupa (1963)
- Totò e Cleopatra (1963)
- Ercole, Sansone, Maciste e Ursus gli invincibili (1964)
- Soldati e capelloni (1967)
- Le dolci signore (1967)
- Siamo tutti in libertà provvisoria (1971)
- Rosina Fumo viene in città per farsi il corredo (1972)
- Il conte Tacchia (1982)
- La casa stregata (1982)